# Lista de treinadores do Clube Atlético Mineiro
Este artigo contém uma lista em ordem cronológica, provavelmente incompleta, de treinadores do Clube Atlético Mineiro.

## Período de atuação desconhecido
| Treinador      | Período | Principais feitos |
| -------------- | ------- | ----------------- |
| Amílcar Barbuy |         |                   |
| Valdir Pereira |         |                   |

## Ordem cronológica
Legenda:
     Treinador efetivo
     Treinador interino
 Ascensão
 Rebaixamento
| Treinador                        | Período     | Principais feitos |  |
| -------------------------------- | ----------- | --- |  |
| 1908 – 1927: Dados indisponíveis |             | |  |
| Eugênio Medgyessy                | 1928        | Campeão do Torneio Início |  |
| Eugênio Medgyessy                | 1929        | |  |
| Chico Netto                      | 1929        | |  |
| Eugênio Medgyessy                | 1930 – 1931 | |  |
| Ivo Melo                         | 1931        | Campeão do Torneio Início |  |
| Ivo Melo                         | 1932 – 1933 | 1932: Campeão do Torneio Início |  |
| Floriano Peixoto Correa          | 1934 – 1936 | 1935: Vice-campeão do Torneio Início |  |
| Said Paulo Arges                 | 1936        | |  |
| Floriano Peixoto Correa          | 1937        | Campeão da Copa dos Campeões (Campeão dos Campeões) |  |
| Hummel Guimarães                 | 1937 – 1938 | |  |
| Ewando Becker                    | 1938 – 1939 | 1939: Campeão do Torneio Início |  |
| Said Paulo Arges                 | 1939 – 1941 | |  |
| 1942 – 1943: Dados indisponíveis |             | |  |
| Gregório Suárez                  | 1944        | |  |
| Said Paulo Arges                 | 1944        | |  |
| Ewando Becker                    | 1945        | |  |
| Felix Magno                      | 1946 – 1948 | 1946: Vice-campeão do Torneio Início 1947: Campeão do Torneio Início |  |
| Darío Letona                     | 1947        | |  |
| Ayrton Moreira                   | 1949        | |  |
| Chico Trindade                   | 1949        | Campeão do Torneio Início |  |
| Ricardo Díez                     | 1950 – 1951 | 1950: Campeão do Torneio Início e da Excursão à Europa (Campeão do Gelo) (título simbólico) |  |
| Abdo Arges                       | 1951        | |  |
| Yustrich                         | 1951 – 1953 | 1952: Campeão do Campeonato Mineiro |  |
| Martim Francisco                 | 1953 – 1954 | 1953: Campeão do Campeonato Mineiro |  |
| Abdo Arges                       | 1954        | |  |
| Ondino Viera                     | 1954 – 1955 | 1954: Campeão do Torneio Início |  |
| Léo Coutinho                     | 1955        | |  |
| Ricardo Díez                     | 1954 – 1956 | 1954: Campeão do Campeonato Mineiro 1955: Campeão do Campeonato Mineiro 1956: Campeão do Campeonato Mineiro (compartilhado com o Cruzeiro) |  |
| Said Paulo Arges                 | 1956        | |  |
| Ewando Becker                    | 1956        | |  |
| Délio Neves                      | 1957        | |  |
| Paulo Benigno                    | 1957 – 1958 | |  |
| Ricardo Díez                     | 1958 – 1959 | |  |
| Abdo Arges                       | 1959        | |  |
| Ayrton Moreira                   | 1959        | |  |
| Artur Nequessaurt                | 1959 – 1960 | |  |
| Ricardo Díez                     | 1960        | |  |
| Osni Pereira                     | 1960 – 1961 | |  |
| Antônio Moisés                   | 1961        | |  |
| Kafunga                          | 1961 – 1962 | |  |
| Lucas Miranda                    | 1962        | |  |
| Afonsinho                        | 1962        | |  |
| Antoninho Fernandes              | 1962 – 1963 | |  |
| Wilson de Oliveira               | 1963        | |  |
| Marão                            | 1963        | Campeão do Campeonato Mineiro |  |
| Marão                            | 1964        | |  |
| Martim Francisco                 | 1964        | |  |
| Délio Neves                      | 1964        | |  |
| Wilson de Oliveira               | 1964        | |  |
| Afonso Silva                     | 1964        | |  |
| Marão                            | 1964 – 1965 | |  |
| Wilson de Oliveira               | 1965        | |  |
| Paulo Amaral                     | 1966        | |  |
| Gradim                           | 1966        | |  |
| Wilson de Oliveira               | 1966        | |  |
| Barbatana                        | 1966        | |  |
| Válter Miraglia                  | 1966        | |  |
| Gérson dos Santos                | 1966 – 1967 | |  |
| Fleitas Solich                   | 1967 – 1968 | |  |
| Dequinha                         | 1967        | |  |
| Ayrton Moreira                   | 1968        | |  |
| Dequinha                         | 1968        | |  |
| Totinha                          | 1968        | |  |
| Haroldo Lopes                    | 1968        | |  |
| Yustrich                         | 1968 – 1969 | |  |
| José Luis Barbosa                | 1968        | |  |
| José Luis Barbosa                | 1969 – 1970 | |  |
| Mussula                          | 1970        | |  |
| Barbatana                        | 1970        | |  |
| Telê Santana                     | 1970 – 1972 | 1970: Campeão do Campeonato Mineiro 1971: Campeão do Campeonato Brasileiro |  |
| Barbatana                        | 1971        | |  |
| Léo Coutinho                     | 1972        | |  |
| Barbatana                        | 1972        | |  |
| Paulo Benigno                    | 1973        | |  |
| Sinval Martins                   | 1973        | |  |
| Telê Santana                     | 1973 – 1975 | |  |
| Mussula                          | 1975        | |  |
| Mussula                          | 1975 – 1976 | |  |
| Barbatana                        | 1976 – 1978 | 1976: Campeão do Campeonato Mineiro 1977: Vice-campeão do Campeonato Brasileiro 1978: Campeão da Copa dos Campeões da Copa Brasil (Campeão dos Campeões do Brasil) |  |
| Mussula                          | 1976        | |  |
| Mussula                          | 1977        | Campeão do Torneio Governador Aureliano Chaves |  |
| Mussula                          | 1978        | |  |
| Jorge Vieira                     | 1978        | |  |
| Procópio Cardoso                 | 1978 – 1981 | 1978: Campeão do Campeonato Mineiro 1979: Campeão do Campeonato Mineiro 1980: Campeão do Campeonato Mineiro e do Torneio da Costa do Sol; Vice-campeão do Campeonato Brasileiro |  |
| Antônio Lacerda                  | 1981        | |  |
| Pepe                             | 1981        | |  |
| João Avelino                     | 1981        | |  |
| Carlos Alberto Silva             | 1981 – 1982 | 1981: Campeão do Campeonato Mineiro |  |
| Barbatana                        | 1982        | Campeão do VIII Troféu Villa de Bilbao |  |
| Antônio Lacerda                  | 1982        | 1982: Campeão do Campeonato Mineiro |  |
| Paulinho de Almeida              | 1983        | |  |
| Mussula                          | 1983        | Campeão do Torneio de Berna e do Campeonato Mineiro |  |
| Rubens Minelli                   | 1984        | |  |
| Eugênio Salomão                  | 1984        | |  |
| Antônio Lacerda                  | 1984        | |  |
| Procópio Cardoso                 | 1984 – 1985 | 1984: Campeão do X Torneio de Amsterdã |  |
| Vicente Lage                     | 1985        | |  |
| Luizinho                         | 1985        | |  |
| Walter Olivera                   | 1985        | Campeão do Campeonato Mineiro |  |
| Ilton Chaves                     | 1986 – 1987 | 1986: Campeão do Campeonato Mineiro |  |
| Palhinha                         | 1986        | |  |
| Palhinha                         | 1987        | Campeão da Taça Minas Gerais |  |
| Telê Santana                     | 1987 – 1988 | 1988: Campeão do Campeonato Mineiro |  |
| Moisés Matias de Andrade         | 1987 – 1988 | |  |
| Vantuir                          | 1987        | |  |
| Vantuir                          | 1988        | |  |
| Paulinho de Almeida              | 1988        | |  |
| Heleno Abreu                     | 1989        | |  |
| Jair Pereira                     | 1989        | Campeão do Campeonato Mineiro |  |
| Rui Guimarães                    | 1990        | |  |
| Arthur Bernardes                 | 1990        | Campeão do Troféu Ramón de Carranza |  |
| Jair Pereira                     | 1991 – 1992 | 1991: Campeão do Campeonato Mineiro |  |
| Cláudio Café                     | 1991        | |  |
| Barbatana                        | 1991        | |  |
| Vantuir                          | 1992        | |  |
| Procópio Cardoso                 | 1992        | Campeão da Copa Conmebol |  |
| Amauri Meireles                  | 1992        | |  |
| Nelinho                          | 1992        | |  |
| Nelinho                          | 1993        | |  |
| Mussula                          | 1993        | |  |
| Erivélton Martins                | 1993        | |  |
| Otacílio Gonçalves               | 1993        | |  |
| Moisés Matias de Andrade\| 1993  |             | |  |
| Mussula                          | 1993        | Vice-campeão da Copa Ouro |  |
| Vantuir                          | 1993        | |  |
| Vantuir                          | 1993 – 1994 | |  |
| Amauri Meireles                  | 1993        | |  |
| Valdir Espinosa                  | 1994        | |  |
| Erivélton Martins                | 1994        | |  |
| Levir Culpi                      | 1994 – 1995 | 1995: Campeão do Campeonato Mineiro |  |
| Mussula                          | 1995        | |  |
| Gaúcho                           | 1995        | |  |
| Procópio Cardoso                 | 1995 – 1996 | 1995: Vice-campeão da Copa Conmebol 1996: Vice-campeão da Copa Master da Conmebol |  |
| Antônio Lacerda                  | 1996        | |  |
| Eduardo Amorim<                  | 1996 – 1997 | |  |
| Antônio Lacerda                  | 1997        | |  |
| Emerson Leão                     | 1997        | Campeão da Copa Centenário de Belo Horizonte e da Copa Conmebol |  |
| Carlos Alberto Silva             | 1998        | |  |
| Vantuir                          | 1998        | |  |
| Carlos Alberto Torres            | 1998        | |  |
| Ricardo Drubscky                 | 1999        | |  |
| Toninho Cerezo                   | 1999        | |  |
| Darío Pereyra                    | 1999        | Campeão do Campeonato Mineiro e da Copa dos Três Continentes (Vietnã) |  |
| Heriberto da Cunha               | 1999        | |  |
| Humberto Ramos                   | 1999 – 2000 | 1999: Vice-campeão do Campeonato Brasileiro |  |
| João Francisco                   | 2000        | |  |
| Márcio Araújo                    | 2000        | |  |
| Carlos Alberto Parreira          | 2000        | |  |
| Nedo Xavier                      | 2000        | |  |
| Abel Braga                       | 2001        | |  |
| Zé Maria                         | 2001        | |  |
| Levir Culpi                      | 2001 – 2002 | |  |
| Marcelo Oliveira                 | 2002        | |  |
| Geninho                          | 2002        | |  |
| Celso Roth                       | 2003        | |  |
| Marcelo Oliveira                 | 2003        | |  |
| Procópio Cardoso                 | 2003        | |  |
| Paulo Bonamigo                   | 2004        | |  |
| Jair Picerni                     | 2004        | |  |
| Mário Sérgio                     | 2004        | |  |
| Procópio Cardoso                 | 2004 – 2005 | |  |
| Tite                             | 2005        | |  |
| Marco Aurélio Moreira            | 2005        | |  |
| Lori Sandri                      | 2005 – 2006 | 2005: 20º colocado no Campeonato Brasileiro e rebaixado à Série B de 2006 |  |
| Marcelo Oliveira                 | 2006        | |  |
| Levir Culpi                      | 2006 – 2007 | 2006: Campeão do Campeonato Brasileiro – Série B de 2006 e promovido à Série A de 2007 2007: Campeão do Campeonato Mineiro |  |
| Tico dos Santos                  | 2007        | |  |
| Zetti                            | 2007        | |  |
| Silas                            | 2007        | |  |
| Marcelo Oliveira                 | 2007        | |  |
| Emerson Leão                     | 2007        | |  |
| Geninho                          | 2008        | |  |
| Marcelo Oliveira                 | 2008        | |  |
| Alexandre Gallo                  | 2008        | |  |
| Marcelo Oliveira                 | 2008        | |  |
| Emerson Leão                     | 2009        | |  |
| Celso Roth                       | 2009        | 3º colocado no Troféu Craques do Brasileirão |  |
| Vanderlei Luxemburgo             | 2010        | Campeão do Campeonato Mineiro e Melhor técnico do Troféu Globo Minas |  |
| Rogério Micale                   | 2010        | |  |
| Dorival Júnior                   | 2010 – 2011 | 2010: Melhor técnico do Troféu Telê Santana |  |
| Cuca                             | 2011 – 2013 | 2011: Melhor técnico do Troféu Guará 2012: Campeão do Campeonato Mineiro, Melhor técnico do Troféu Guará, Melhor técnico do Troféu Globo Minas e Vice-campeão do Campeonato Brasileiro 2013: Campeão do Campeonato Mineiro e da Copa Libertadores da América; 3º colocado no Mundial de Clubes |  |
| Paulo Autuori                    | 2014        | |  |
| Levir Culpi                      | 2014 – 2015 | 2014: Campeão da Recopa Sul-Americana e da Copa do Brasil 2015: Campeão do Campeonato Mineiro |  |
| Diogo Giacomini                  | 2015        | Vice-Campeão do Campeonato Brasileiro |  |
| Diego Aguirre                    | 2016        | |  |
| Marcelo Oliveira                 | 2016        | |  |
| Diogo Giacomini                  | 2016        | |  |
| Roger Machado                    | 2017        | 2017: Campeão do Campeonato Mineiro |  |
| Rogério Micale                   | 2017        | |  |
| Oswaldo de Oliveira              | 2017 – 2018 | |  |
| Thiago Larghi                    | 2018        | |  |
| Levir Culpi                      | 2018 – 2019 | |  |
| Rodrigo Santana                  | 2019        | |  |
| Vagner Mancini                   | 2019        | |  |
| Rafael Dudamel                   | 2020        | |  |
| James Freitas                    | 2020        | |  |
| Jorge Sampaoli                   | 2020        | Campeão do Campeonato Mineiro |  |
| Cuca                             | 2021        | Campeão do Campeonato Mineiro, do Campeonato Brasileiro, da Copa do Brasil, Melhor técnico da Bola de Prata e do Troféu Guará |  |
| Antonio Mohamed (El Turco)       | 2022        | Campeão da Supercopa do Brasil, do Campeonato Mineiro |  |
| Lucas Gonçalves                  | 2022        | |  |
| Cuca                             | 2022        | |  |
| Eduardo Coudet                   | 2023        | Campeão do Campeonato Mineiro |  |
| Luiz Felipe Scolari              | 2023 – 2024 | |  |
| Gabriel Milito                   | 2024        | Campeão Mineiro, finalista da Libertadores da América e da Copa do Brasil. |  |
| Lucas Gonçalves                  | 2024        | |  |
| Cuca                             | 2024 –      | |  |